# Boston Celtics

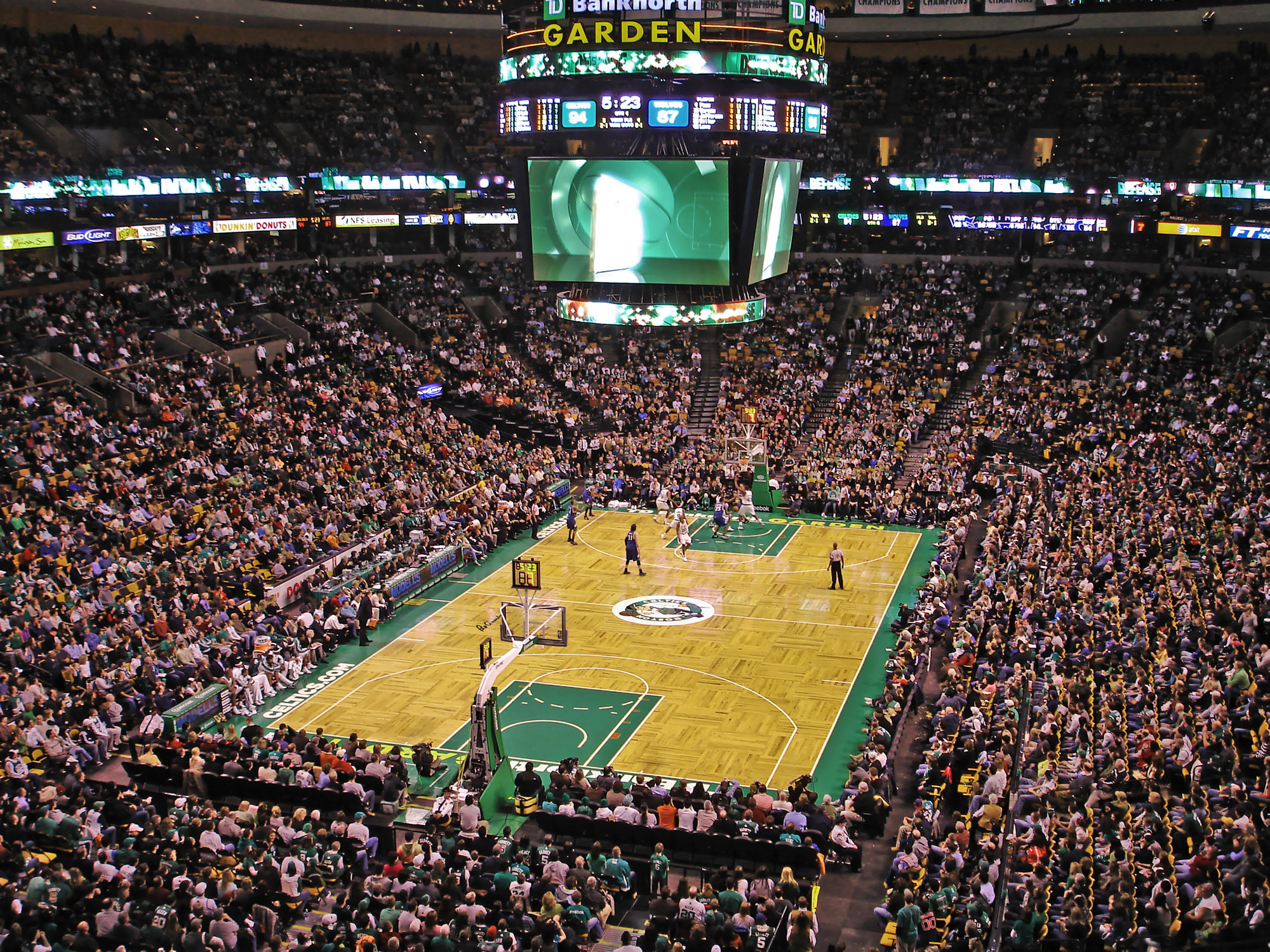
Boston Celtics

Boston Celtics – amerykański klub koszykarski uczestniczący w rozgrywkach ligi NBA, w której są członkami Dywizji Atlantyckiej (Konferencja Wschodnia). Swoje mecze rozgrywa w hali TD Garden. Celtics wygrywając finały w 2024 roku i zdobywając 18 mistrzowski tytuł stali się najbardziej utytułowanym klubem NBA – wyprzedzili tym samym LA Lakers, którzy zdobyli 17 tytułów mistrzowskich. Ich zawodnicy otrzymali łącznie 10 tytułów najbardziej wartościowego zawodnika sezonu, a 28 osób związanych z Celtics jest członkami koszykarskiej galerii sław.
Klub powstał w 1946 roku w Bostonie, współtworząc ligę BAA, która trzy lata później przekształciła się w NBA. W pierwszych latach istnienia zespół prowadził Red Auerbach, a gwiazdą zespołu był Bob Cousy. Nieco później do drużyny dołączył Bill Russell, który wkrótce objął też stanowisko głównego i grającego trenera. Za ich czasów, Celtics zdobyli 11 tytułów mistrzowskich, dominując resztę ligi. W końcówce lat 70., w Bostonie pojawił się Larry Bird, który doprowadził Celtics do trzech tytułów mistrzowskich. Jego rywalizacje z Magikiem Johnsonem w owych latach, stały się klasykiem światowej koszykówki. Po zakończeniu kariery przez Birda w 1993 roku, Celtics przeżywali kryzys, jednakże wszystko zmieniło się, gdy wybrali oni w drafcie NBA 1998 Paula Pierce’a. Przez 9 kolejnych lat drużyna wracała powoli do dawnej sławy. W 2007 roku zawodnikami Celtics zostali Kevin Garnett i Ray Allen, którzy wraz z Pierce’em stworzyli tzw. Wielką Trójkę. Ówczesny sezon zasadniczy, Celtics zakończyli z bilansem 66–16, zwyciężając o 40 spotkań więcej niż sezon wcześniej. Dotarli do Finałów NBA, gdzie to pokonali wynikiem 4:2 Los Angeles Lakers. Tym samym zdobyli kolejny – 17 tytuł mistrzowski, po 22 latach przerwy. W 2010 roku, Celtics awansowali do Finałów NBA i prowadzili już 3:2, jednakże przegrali ostatecznie w 7 meczach z Los Angeles Lakers. Po 16 latach przerwy Boston Celtics pokonując wynikiem 4:1 Dallas Mavericks zostają ponownie najlepszą drużyną ligi w sezonie 2023/2024, jednocześnie zdobywając 18 tytuł Mistrza NBA.

## Historia

### 1946–1950: Pierwsze lata
Boston Celtics zostali utworzeni w 1946, przez prezydenta Boston Garden-Arena Corporation Waltera A. Browna i dołączyli do Basketball Association of America, stając się też po połączeniu BAA i National Basketball League członkiem nowej ligi, National Basketball Association. W 1950 roku Celtics stali się pierwszym zespołem, który wybrał w drafcie afroamerykańskiego gracza, którym stał się Chuck Cooper. W 1951 roku, Brown stał się właścicielem Boston Bruins z National Hockey League, kiedy to ich poprzedni zarządca Charles Adams borykał się z problemami finansowymi. Brown posiadał już wówczas dwie zawodowe drużyny, które rozgrywały swoje mecze w Boston Garden.

### 1950–1969: Lata Auerbacha i Russella
Prawie od początku istnienia drużyną kierował trener Arnold „Red” Auerbach. Za jego kadencji Celtics zdobyli dziewięć tytułów mistrzowskich NBA, z czego osiem zostało wywalczonych rok po roku. Pierwszy znaczącym posunięciem transferowym Auerbacha było pozyskanie w 1951 znakomitego rozgrywającego Boba Cousy. Kilka lat później oddał do St. Louis Hawks dwóch doświadczonych zawodników, Eda Macauleya i Cliffa Hagana, w zamian za prawo pierwszego wyboru w drafcie przed sezonem 1956–1957, zyskując w ten sposób 208-centymetrowego Billa Russella, grającego na pozycji środkowego. Auerbach zaangażował również K.C. Jonesa i Tommy’ego Heinsohna. Po roku korzystając z przysługującego Celtics wyboru w pierwszej rundzie draftu, dodał do ekipy obrońcę, Sama Jonesa. Z tymi zawodnikami Auerbach zdominował ligę w latach 60.
Po zakończeniu sezonu 1965–1966 Auerbach przekazał swoje obowiązki Russellowi, który stał się pierwszym w NBA czarnym głównym trenerem. Pod wodzą Russella, pełniącego przez trzy sezony podwójną rolę trenera i zawodnika, Boston Celtics wywalczyli mistrzostwo ligi jeszcze dwa razy.

### 1970–1978: Duet Heinsohn-Cowens
Dorobek ten powiększył się o dwa tytuły w latach 70., gdy trenerem był Heinsohn, a czołowymi zawodnikami John Havlicek i Dave Cowens. Jednak bostończycy już w sezonie 1977–1978 uzyskali poniżej 50% zwycięstw.

### 1979–1993: Era Larry’ego Birda
Auerbach, mając prawo pierwszego wyboru w drafcie zdecydował się na Larry’ego Birda. Następne posunięcie Auerbacha polegało na dość skomplikowanym „handlu wymiennym” z Golden State Warriors. „Red” oddał im dwa prawa wyboru w drafcie za środkowego Roberta Parisha oraz wybór nr 3, który został wykorzystany później na Kevina McHale’a. Auerbachowi udało się też pozyskać obrońców, Dennisa Johnsona i Danny’ego Ainge’a. W tym składzie Celtics, pod wodzą Larry’ego Birda, pięciokrotnie walczyli wówczas w finałach NBA, trzy razy zdobywając mistrzostwo ligi. W 1986, dwa dni po drafcie, umarł utalentowany Len Bias na skutek przedawkowania narkotyków, w 1992 kontuzja wyeliminowała z gry Larry’ego Birda, a w lecie 1993 zmarł nowy lider drużyny, Reggie Lewis. Te wydarzenia zapoczątkowały wielki kryzys w zespole.

### 1993–2007: Przebudowa zespołu
W 1997 Auerbach ściągnął do Bostonu trenera Ricka Pitino, który wcześniej pomógł wrócić do świetności New York Knicks, a następnie doprowadził drużynę uniwersytetu Kentucky do mistrzostwa uczelnianej ligi NCAA. Pitino dokonał gruntownej przebudowy Boston Celtics angażując młodych graczy. Trzon zespołu tworzyli: dwaj utalentowani debiutanci – rozgrywający Chauncey Billups i wszechstronny Ron Mercer, grający wcześniej w drużynie uniwersytetu Kentucky, a także młodzi skrzydłowi Antoine Walker i Eric Williams oraz środkowy Travis Knight. Niestety, duże rotacje kadrowe nie przyniosły efektów. Po rezygnacji Pitino w 2001, zespół prowadzili kolejno: Jim O’Brien, Danny Ainge i w końcu Doc Rivers, a zespół przechodził bezustanną przebudowę. Wskutek tego, największym sukcesem w ciągu ostatnich 15 lat był zaledwie finał konferencji w 2002.
W 2006 Celtowie pozyskali nowego gracza wybrany z numerem 21 w drafcie. Był to Rajon Rondo który został wysłany do Phoenix Suns jednak natychmiast został odesłany do Bostonu. W swoim drugim sezonie stał się graczem pierwszej piątki, a zespół z wielkimi gwiazdami: Paulem Pierce’em, Kevinem Garnettem i Rayem Allenem, w składzie sięgnął po mistrzowskie pierścienie. Obecnie uznawany za jednego z najlepszych rozgrywających NBA.

### 2007–2013: Wielcy Celtowie
2007 rok przyniósł największe pozytywne zmiany w składzie od lat. Do zespołu zaangażowano dwie wielkie gwiazdy: Kevina Garnetta i Raya Allena. Wraz z Paulem Pierce’em i Rajonem Rondo stanowili oni trzon Celtów, których od początku stawiało się w gronie faworytów ligi w sezonie 2007–2008. Sezon zasadniczy Celtics zakończyli na pierwszym miejscu w lidze, odnosząc najwięcej zwycięstw (bilans 66-16). W fazie play-off bostończycy, mający zapewnioną przewagę własnego boiska, rozegrali aż 20 meczów (Lakers – 15), zwyciężając kolejno Atlanta Hawks 4-3, Cleveland Cavaliers 4-3 i Detroit Pistons 4-2, i po raz pierwszy od 1987 wystąpili w finałach ligi, spotykając się z odwiecznymi rywalami – Los Angeles Lakers. Zakończyli je zwyciężając w serii 4-2, a w ostatnim, szóstym meczu w swojej własnej hali deklasując przeciwników 39 punktami (131-92). MVP finałów został ogłoszony Paul Pierce.
W sezonie 2009-10 Celtics ponownie – pomimo dopiero czwartego miejsca w Konferencji Wschodniej po sezonie zasadniczym – dotarli do finałów NBA, w których zmierzyli się z Lakers. W siedmiomeczowej serii Celtics ostatecznie przegrali 3:4.
W sezonie 2010-11 do klubu dołączył Shaquille O’Neal. Zespół z Bostonu zakończył jednak sezon na półfinale konferencji, przegrywając 1-4 z Miami Heat.
Rok później gracze Celtics postraszyli Heat w finale konferencji. Jednakże pomimo prowadzenia w serii 3-2, Boston przegrał 3-4, a po sezonie, do zwycięzców tej serii dołączył rzucający obrońca Celtics Ray Allen.
W sezonie 2012-13 Boston odpadł już w pierwszej rundzie playoffs, przegrywając z New York Knicks 2-4. Pracę w klubie stracił Doc Rivers, a do Brooklyn Nets w wyniku transferu odeszli Kevin Garnett, Paul Pierce i Jason Terry.
Stanowisko Riversa objął Brad Stevens, trener uniwersyteckiej drużyny Butler Bulldogs. Przez sezony 2013-14, 2014-15 i 2015-16 w klubie dokonywano zmian w składzie. Celtics raz nie dostali się do playoffs, a dwa razy zakończyli sezon na 1. rundzie.
W sezonie 2016-17 prowadzeni przez Isaiaha Thomas gracze z Bostonu uzyskali najlepszy wynik w konferencji wschodniej, notując 53 zwycięstwa. W playoffs pokonali Chicago Bulls 4-2 oraz Washington Wizards 4-3 i dotarli do finału konferencji, po raz pierwszy od 2012 roku. Ulegli w nim 1-4 Cleveland Cavaliers.
W drafcie 2017 roku, Boston Celtics wybrali z trzecim numerem Jaysona Tatuma.

## Nazwa
Celtowie to rdzenni mieszkańcy obszarów zachodniej Europy – Irlandii, Bretanii i Wysp Brytyjskich. Nazwa nawiązuje w ten sposób do licznych emigrantów, głównie irlandzkich, spośród których rekrutuje się trzon ludności zamieszkującej północno-wschodnie stany USA, w tym Massachusetts. Do tej tradycji nawiązuje także logo klubu – Lucky the Leprechaun.

## Zawodnicy

### Skład na sezon 2023/24
Stan na 13 lutego 2024
| Nr | Poz. | Nar.              | Nazwisko i imię       | Data urodzenia | Wzrost | Masa ciała |
| -- | ---- | ----------------- | --------------------- | -------------- | ------ | ---------- |
| 12 | G/F  | Kanada            | Brissett, Oshae       | 1988–06–20     | 201 cm | 95 kg      |
| 7  | G/F  | Stany Zjednoczone | Brown, Jaylen         | 1996–10-24     | 198 cm | 101 kg     |
| 20 | G    | Stany Zjednoczone | Davison, J.D.         | 2002–10–03     | 185 cm | 88 kg      |
| 30 | F    | Stany Zjednoczone | Hauser, Sam           | 1997–12–08     | 201 cm | 98 kg      |
| 4  | G    | Stany Zjednoczone | Holiday, Jrue         | 1990–06–12     | 193 cm | 93 kg      |
| 42 | C/F  | Dominikana        | Horford, Al           | 1986–06–03     | 206 cm | 109 kg     |
| 40 | C/F  | Stany Zjednoczone | Kornet, Luke          | 1995–07–15     | 216 cm | 113 kg     |
| 50 | G/F  | Ukraina           | Mychajluk, Swiatosław | 1997–06–10     | 201 cm | 93 kg      |
| 13 | F    | Stany Zjednoczone | Peterson, Drew        | 1999–11–09     | 206 cm | 93 kg      |
| 8  | C/F  | Łotwa             | Porzingis, Kristaps   | 1995–08–02     | 218 cm | 109 kg     |
| 11 | G    | Stany Zjednoczone | Pritchard, Payton     | 1998–01–28     | 188 cm | 93 kg      |
| 88 | C    | Portugalia        | Queta, Neemias        | 1999–07–13     | 213 cm | 112 kg     |
| 44 | G    | Stany Zjednoczone | Springer, Jaden       | 2002–09–25     | 193 cm | 92 kg      |
| 0  | G/F  | Stany Zjednoczone | Tatum, Jayson         | 1998–03–03     | 203 cm | 95 kg      |
| 23 | F    | Stany Zjednoczone | Tillman, Xavier       | 1999–01–12     | 201 cm | 111 kg     |
| 27 | G    | Stany Zjednoczone | Walsh, Jordan         | 2004–03–03     | 198 cm | 93 kg      |
| 9  | G    | Stany Zjednoczone | White, Derrick        | 1994–07–02     | 193 cm | 86 kg      |

Trener:  Joe Mazzulla
 Asystenci: Tony Dobbins • Matthew Reynolds • DJ MacLeay • Amile Jefferson • Charles Lee • Sam Cassell

## Trenerzy

### Główni trenerzy
Stan na 13 lutego 2024
| Trener       | Początek                 | Koniec                | Sezony | Sezon regularny | Sezon regularny | Sezon regularny | Sezon regularny | Playoffs | Playoffs | Playoffs | Playoffs |
| Trener       | Początek                 | Koniec                | Sezony | W               | P               | %               | Gry             | W        | P        | %        | Gry      |
| ------------ | ------------------------ | --------------------- | ------ | --------------- | --------------- | --------------- | --------------- | -------- | -------- | -------- | -------- |
| John Russell | Początek istnienia klubu | Koniec sezonu 1947/48 | 2      | 42              | 66              | 38,9            | 108             | 1        | 2        | 33,3     | 3        |
| Alvin Julian | 11 kwietnia 1948         | Koniec sezonu 1949/50 | 2      | 47              | 81              | 36,7            | 128             | –        | –        | –        | –        |
| Red Auerbach | 27 kwietnia 1950         | Koniec sezonu 1965/66 | 16     | 795             | 397             | 66,7            | 1192            | 90       | 58       | 60,8     | 148      |
| Bill Russell | Początek sezonu 1966/67  | Koniec sezonu 1968/69 | 3      | 162             | 83              | 66,1            | 245             | 28       | 18       | 60,9     | 46       |
| Tom Heinsohn | Początek sezonu 1969/70  | 3 stycznia 1978       | 9      | 427             | 263             | 61,9            | 690             | 47       | 33       | 58,8     | 80       |
| Tom Sanders  | 3 stycznia 1978          | listopad 1978         | 2      | 23              | 39              | 37,1            | 62              | –        | –        | –        | –        |
| Dave Cowens  | listopad 1978            | Koniec sezonu 1978/79 | 1      | 27              | 41              | 39,7            | 68              | –        | –        | –        | –        |
| Bill Fitch   | 23 maja 1979             | 27 maja 1983          | 4      | 242             | 86              | 73,8            | 328             | 26       | 19       | 57,8     | 45       |
| K.C. Jones   | 7 czerwca 1983           | Koniec sezonu 1987/88 | 5      | 308             | 102             | 75,1            | 410             | 65       | 37       | 63,7     | 102      |
| Jim Rodgers  | Początek sezonu 1988/89  | 8 maja 1990           | 2      | 94              | 70              | 57,3            | 164             | 2        | 6        | 25       | 8        |
| Chris Ford   | 12 czerwca 1990          | 17 maja 1995          | 5      | 222             | 188             | 54,1            | 410             | 13       | 16       | 44,8     | 29       |
| M.L. Carr    | 20 czerwca 1995          | 30 kwietnia 1997      | 2      | 48              | 116             | 29,3            | 164             | –        | –        | –        | –        |
| Rick Pitino  | 8 maja 1997              | 8 stycznia 2001       | 4      | 102             | 146             | 41,1            | 248             | –        | –        | –        | –        |
| Jim O’Brien  | 8 stycznia 2001          | 27 stycznia 2004      | 4      | 139             | 119             | 53,9            | 258             | 13       | 13       | 50       | 26       |
| John Carroll | 27 stycznia 2004         | Koniec sezonu 2003/04 | 1      | 14              | 22              | 38,9            | 36              | 0        | 4        | 0        | 4        |
| Doc Rivers   | 29 kwietnia 2004         | 23 czerwca 2013       | 9      | 416             | 305             | 57,7            | 721             | 59       | 47       | 55,7     | 106      |
| Brad Stevens | 3 lipca 2013             | 3 czerwca 2021        | 8      | 354             | 282             | 55,7            | 636             | 38       | 40       | 48,7     | 78       |
| Ime Udoka    | 28 czerwca 2021          | 16 lutego 2023        | 2      | 51              | 31              | 62,2            | 82              | 14       | 10       | 58,3     | 24       |
| Joe Mazzulla | 16 lutego 2023           | Obecnie               | 2      | 57              | 25              | 55,7            | 82              | 11       | 9        | 55       | 20       |

### Asystenci trenerów
- Danny Silva (1946–1948)
- Henry McCarthy (1948–1950)
- Art Spector (1949–1950)
- John Killilea (1972–1977)
- Tom Sanders (1977–1978)
- K.C. Jones (1977–1983, 1996–1997)
- Bob McKinnon (1978–1979)
- Jim Rodgers (1980–1988)
- Chris Ford (1983–1990)
- Ed Badger (1984–1988)
- Lanny Van Eman (1988–1990)
- Don Casey (1990–1996)
- Jon P. Jennings (1990–1994)
- Dennis Johnson (1993–1997)
- John Kuester (1995–1997)
- Winston Bennett (1997–1998)
- Andy Enfield (1998–2000)
- Jim O’Brien (1997–2001)
- John Carroll (1997–2004)
- Kevin Willard (1997–2001)
- Mark Starns (1997–2001)
- Lester Conner (1998–2004)

- Andy Enfield (1998–2000)
- Dick Harter (2001–2004)
- Frank Vogel (2001–2004)
- Dana Barros (luty 2004-koniec sezonu 2003/04)
- Paul Cormier (luty 2004 – 2005)
- Jim Brewer (2004–2006)
- Paul Pressey (2004–2006)
- Tony Brown (2004–2007)
- Dave Wohl (2004–2007)
- Armond Hill (2004–2013)
- Kevin Eastman (2004–2013)
- Clifford Ray (2005–2010)
- Tom Thibodeau (2007–2010)
- Mike Longabardi (2007–2013)
- Lawrence Frank (2010–2011)
- Roy Rogers (2010–2011)
- Tyronn Lue (2011–2013)
- Jamie Young (od 2011)
- Jay Larranaga (od 2012)
- Micah Shrewsberry (od 2013)
- Ron Adams (2013–2014)
- Walter McCarty (od 2013)

## Zastrzeżone numery
- 00 Robert Parish, C, 1980-94
- 1 Walter A. Brown, właściciel 1946-65
- 2 Red Auerbach, trener, 1950-66
- 3 Dennis Johnson, G, 1983-90
- 5 Kevin Garnett, F, 2007-13
- 6 Bill Russell, C, 1956-69; trener, 1966-69
- 10 Jo Jo White, G, 1969-79
- 14 Bob Cousy, G, 1950-63;
- 15 Tom Heinsohn, F, 1956-65; trener, 1969-78;
- 16 Satch Sanders, F, 1960-73
- 17 John Havlicek, F, 1962-78
- 18 Jim Loscutoff, F, 1955-64
- 18 Dave Cowens, C, 1970-80; trener, 1978-79

- 19 Don Nelson, F, 1965-76
- 21 Bill Sharman, G, 1951-61
- 22 Ed Macauley, C, 1950-56
- 23 Frank Ramsey, F, 1954-64
- 24 Sam Jones, G, 1957-69
- 25 K.C. Jones, G, 1958-67; trener, 1983-88
- 31 Cedric Maxwell, F, 1977-85
- 32 Kevin McHale, F, 1980-93
- 33 Larry Bird, F, 1979-92
- 34 Paul Pierce, F, 1998-2013
- 35 Reggie Lewis, G, 1987-93
- Mikrofon Johnny Most, 1953-90

### Włączeni doKoszykarskiej Galerii Sław
(W nawiasie lata występów w klubie)

- Nate „Tiny” Archibald (1978–1983)
- Larry Bird (1979–1992)
- Bob Cousy (1950–1963)
- Dave Cowens (1970–1980)
- John Havlicek (1962–1978)
- Tom Heinsohn (1956–1965) – również jako trener
- Bailey Howell (1966–1970)
- Dennis Johnson (1983–1990)
- Ed Macauley (1950–1956)
- K.C. Jones (1959–1967)
- Sam Jones (1957–1969)
- Kevin McHale (1980–1993)
- Robert Parish (1980–1994)
- Frank Ramsey (1954–1964)
- Bill Russell (1956–1969)
- Bill Sharman (1951–1961) – również jako trener innych drużyn
- Jo Jo White (1969–1979)
- Dave Bing (1977–1978)
- Artis Gilmore (1988)
- Bob Houbregs (1954–1955) znajdował się w składzie, ale nie występował[26]
- Clyde Lovellette (1962–1964)
- Pete Maravich (1979–1980)
- Bob McAdoo (1979)
- Shaquille O’Neal (2010–2011)
- Gary Payton (2004–2005)
- Andy Phillip (1956–1958)
- Arnie Risen (1955–1958)
- Bill Walton (1985–1987)
- Dominique Wilkins (1994–1995)

### Włączeni doKoszykarskiej Galerii Sław FIBA
- Bill Russell

## Areny

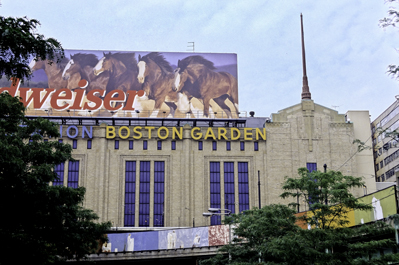
Boston Garden

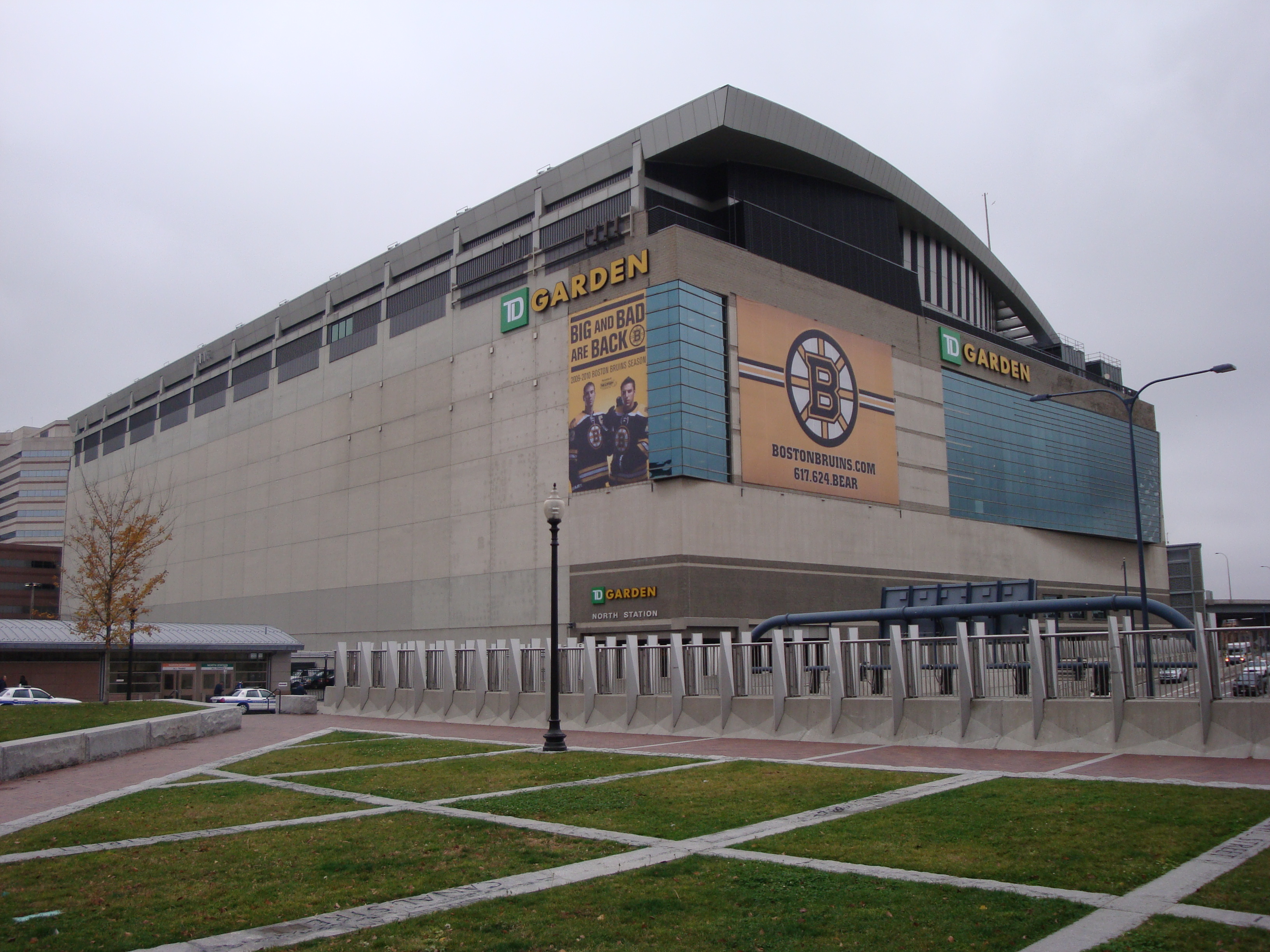
TD Garden

| Hala                  | Lokalizacja           | Okres użytkowania | Okres użytkowania |
| Hala                  | Lokalizacja           | Początek          | Koniec            |
| --------------------- | --------------------- | ----------------- | ----------------- |
| Boston Arena          | Boston, Massachusetts | 1946              | 1955              |
| Boston Garden         | Boston, Massachusetts | 1946              | 1995              |
| Hartford Civic Center | Hartford, Connecticut | 1975              | 1995              |
| TD Garden             | Boston, Massachusetts | 1995              | –                 |

## Statystyki

### Statystyczni liderzy NBA
Liderzy w zbiórkach
- Bill Russell – 1957–1959, 1964–1965

Liderzy w asystach
- Bob Cousy – 1953–1960
- Rajon Rondo – 2012–2013

Liderzy w przechwytach
- Rajon Rondo – 2010

Liderzy w skuteczności rzutów z gry
- Ed Macauley – 1953–1954
- Don Nelson – 1975
- Cedric Maxwell – 1979–1980
- Kevin McHale – 1987–1988

Liderzy w skuteczności rzutów wolnych
- Bill Sharman – 1953–1957, 1959, 1961
- Larry Siegfried – 1966, 1969
- Larry Bird – 1984, 1986, 1987, 1990

### Liderzy wszech czasów klubu
Sezon regularny
(Stan na 15 lutego 2017, a na podstawie)
pogrubienie – oznacza nadal aktywnego zawodnika
kursywa – oznacza nadal aktywnego zawodnika, występującego w innym klubie
| Kategoria                      | Zawodnik         | Statystyki |
| ------------------------------ | ---------------- | ---------- |
| Gry                            | John Havlicek    | 1270       |
| Minuty                         | John Havlicek    | 46471      |
| Punkty                         | John Havlicek    | 26395      |
| Zbiórki                        | Bill Russell     | 21620      |
| Asysty                         | Bob Cousy        | 6945       |
| Przechwyty                     | Paul Pierce      | 1583       |
| Bloki                          | Robert Parish    | 1703       |
| Straty                         | Paul Pierce      | 3213       |
| Faule                          | John Havlicek    | 3281       |
| Celne rzuty z gry              | John Havlicek    | 10513      |
| Oddane rzuty z gry             | John Havlicek    | 23930      |
| Skuteczność rzutów z gry       | Kendrick Perkins | 56,3       |
| Celne rzuty za 3 punkty        | Paul Pierce      | 1823       |
| Oddane rzuty za 3 punkty       | Paul Pierce      | 4928       |
| Skuteczność rzutów za 3 punkty | Marcus Thornton  | 41,9       |
| Celne rzuty wolne              | Paul Pierce      | 6434       |
| Oddane rzuty wolne             | Paul Pierce      | 7979       |
| Skuteczność rzutów wolnych     | Ray Allen        | 91,4       |
| Średnia punktów                | Isaiah Thomas    | 24,3       |
| Średnia zbiórek                | Bill Russell     | 22,5       |
| Średnia asyst                  | Rajon Rondo      | 8,5        |
| Średnia przechwytów            | Rajon Rondo      | 1,9        |
| Średnia bloków                 | Kevin McHale     | 1,7        |

## Nagrody i wyróżnienia

### Sezon
MVP
- Bob Cousy – 1957
- Bill Russell – 1958, 1961–1963, 1965
- Dave Cowens – 1973
- Larry Bird – 1984–1986

MVP Finałów
- John Havlicek – 1974
- Jo Jo White – 1976
- Cedric Maxwell – 1981
- Larry Bird – 1984, 1986
- Paul Pierce – 2008
- Jaylen Brown – 2024

Debiutanci roku
- Tom Heinsohn – 1957
- Dave Cowens – 1971
- Larry Bird – 1980

Rezerwowi roku
- Kevin McHale – 1984, 1985
- Bill Walton – 1986
- Malcolm Brogdon – 2023

Obrońcy roku
- Kevin Garnett – 2008
- Marcus Smart - 2022

Trenerzy roku
- Red Auerbach – 1965
- Tom Heinsohn – 1973
- Bill Fitch – 1980

Menedżer Roku
- Red Auerbach – 1980
- Danny Ainge – 2008

I skład NBA
- Ed Sadowski – 1948
- Ed Macauley – 1951–1953
- Bob Cousy – 1952–1961
- Bill Sharman – 1956–1959
- Bill Russell – 1959, 1963, 1965
- John Havlicek – 1971–1974
- Larry Bird – 1980–1988
- Kevin McHale – 1987
- Kevin Garnett – 2008
- Jayson Tatum – 2022, 2023

II skład NBA
- Bill Sharman – 1953, 1955, 1960
- Ed Macauley – 1954
- Bill Russell – 1958, 1960–1962, 1964, 1966–1968
- Tom Heinsohn – 1961–1964
- Bob Cousy – 1962, 1963
- John Havlicek – 1964, 1966, 1968–1970, 1975, 1976
- Sam Jones – 1965–1967
- Dave Cowens – 1973, 1975, 1976
- Jo Jo White – 1975, 1977
- Nate Archibald – 1981
- Robert Parish – 1982
- Larry Bird – 1990
- Paul Pierce – 2009
- Isaiah Thomas – 2017
- Kyrie Irving – 2019
- Jaylen Brown – 2023

III skład NBA
- Robert Parish – 1989
- Paul Pierce – 2002, 2003, 2008
- Rajon Rondo – 2012
- Jayson Tatum – 2020

I skład defensywny NBA
- Bill Russell – 1969
- John Havlicek – 1972–1976
- Paul Silas – 1975, 1976
- Dave Cowens – 1976
- Kevin McHale – 1986–1988
- Dennis Johnson – 1987
- Kevin Garnett – 2008, 2009, 2011
- Rajon Rondo – 2010, 2011
- Avery Bradley – 2016
- Marcus Smart – 2019, 2020, 2022

II skład defensywny NBA
- Tom Sanders – 1969
- John Havlicek – 1969–1971
- Don Chaney – 1972–1975
- Dave Cowens – 1975, 1980
- Larry Bird – 1982–1984
- Kevin McHale – 1983, 1989, 1990
- Dennis Johnson – 1984–1986
- Rajon Rondo – 2009, 2012
- Kevin Garnett – 2012
- Avery Bradley – 2013
- Al Horford – 2018
- Robert Williams – 2022
- Derrick White – 2023

I skład debiutantów NBA
- John Havlicek – 1963
- Jo Jo White – 1970
- Dave Cowens – 1971
- Larry Bird – 1980
- Kevin McHale – 1981
- Dee Brown – 1991
- Antoine Walker – 1997
- Ron Mercer – 1998
- Paul Pierce – 1999
- Jayson Tatum – 2018

II skład debiutantów NBA
- Brian Shaw – 1989
- Rick Fox – 1992
- Dino Rađa – 1994
- Eric Montross – 1995
- J.R. Bremer – 2003
- Al Jefferson – 2005
- Ryan Gomes – 2006
- Rajon Rondo – 2007
- Kelly Olynyk – 2014
- Marcus Smart – 2015
- Jaylen Brown – 2017

### NBA All-Star Weekend
Nominowani do meczu gwiazd
- Ed Macauley – 1951–1956
- Bob Cousy – 1951–1963
- Bill Sharman – 1953–1960
- Tom Heinsohn – 1957, 1961–1965
- Bill Russell – 1958–1969
- Sam Jones – 1962, 1964–1966, 1968
- John Havlicek – 1966–1978
- Bailey Howell – 1967
- Jo Jo White – 1971–1977
- Dave Cowens – 1972–1978, 1980

- Paul Silas – 1975
- Larry Bird – 1980–1988, 1990–1992
- Nate Archibald – 1980–1982
- Robert Parish – 1981–1987, 1990, 1991
- Kevin McHale – 1984, 1986–1991
- Dennis Johnson – 1985
- Danny Ainge – 1988
- Reggie Lewis – 1992
- Antoine Walker – 1998, 2002, 2003
- Paul Pierce – 2002–2006, 2008–2012

- Kevin Garnett – 2008–2011, 2013
- Ray Allen – 2008–2009
- Rajon Rondo – 2010–2013
- Isaiah Thomas – 2016, 2017
- Al Horford – 2018
- Kyrie Irving – 2018, 2019
- Kemba Walker – 2020
- Jayson Tatum – 2020–2024
- Jaylen Brown – 2021, 2023, 2024

Uczestnicy Rookie Challenge
- Dino Rađa – 1994
- Eric Montross – 1995
- Eric Williams – 1996
- Antoine Walker – 1997
- Ron Mercer – 1998
- Chauncey Billups – 1998
- Adrian Griffin – 2000
- Paul Pierce – 2000
- Joe Johnson – 2002
- Tony Allen – 2005
- Al Jefferson – 2005
- Rajon Rondo – 2008
- Kelly Olynyk – 2014, 2015^
- Jared Sullinger – 2014
- Marcus Smart – 2016
- Jaylen Brown – 2018
- Jayson Tatum – 2018, 2019

Trenerzy meczu gwiazd
- Red Auerbach – 1957–1967
- Tom Heinsohn – 1972–1974, 1976
- Bill Fitch – 1982
- K.C. Jones – 1984–1987
- Chris Ford – 1991
- Doc Rivers – 2008, 2011
- Brad Stevens – 2017
- Joe Mazzulla – 2023

MVP meczu gwiazd
- Ed Macauley – 1951
- Bob Cousy – 1954, 1957
- Bill Sharman – 1955
- Bill Russell – 1963
- Dave Cowens – 1973
- Nate Archibald – 1981
- Larry Bird – 1982

Zwycięzcy konkursu wsadów
- Dee Brown – 1991
- Gerald Green – 2007

Zwycięzcy konkursu rzutów za 3 punkty
- Larry Bird – 1986–1988
- Paul Pierce – 2010

^ – nie wystąpił z powodu kontuzji

## Sukcesy
| Tytuł              | Liczba | Rok |
| ------------------ | ------ | --- |
| Mistrz NBA         | 18     | 1957, 1959, 1960, 1961, 1962, 1963, 1964, 1965, 1966, 1968, 1969, 1974, 1976, 1981, 1984, 1986, 2008, 2024 |
| Mistrz Konferencji | 23     | 1957, 1958, 1959, 1960, 1961, 1962, 1963, 1964, 1965, 1966, 1968, 1969, 1974, 1976, 1981, 1984, 1985, 1986, 1987, 2008, 2010, 2022, 2024 |
| Mistrz dywizji     | 27     | 1972, 1973, 1974, 1975, 1976, 1980, 1981, 1982, 1984, 1985, 1986, 1987, 1988, 1991, 1992, 2005, 2008, 2009, 2010, 2011, 2012, 2017, 2018, 2022, 2023, 2024, 2025 |
| Występy w play-off | 62     | 1948, 1951, 1952, 1953, 1954, 1955, 1956, 1957, 1958, 1959, 1960, 1961, 1962, 1963, 1964, 1965, 1966, 1967, 1968, 1969, 1972, 1973, 1974, 1975, 1976, 1977, 1980, 1981, 1982, 1983, 1984, 1985, 1986, 1987, 1988, 1989, 1990, 1991, 1992, 1993, 1995, 2002, 2003, 2004, 2005, 2008, 2009, 2010, 2011, 2012, 2013, 2015, 2016, 2017, 2018, 2019, 2020, 2021, 2022, 2023, 2024, 2025 |
| Występy w play-in  | 1      | 2021 |

## Poszczególne sezony
Na podstawie:. Stan na koniec sezonu 2024/25
| Sezon          | Liga | Konferencja | Poz. w konf. | Dywizja  | Poz. w dyw. | Sezon reg. | Sezon reg. | Playoffs |
| Sezon          | Liga | Konferencja | Poz. w konf. | Dywizja  | Poz. w dyw. | Wyg.       | Por.       | Playoffs |
| -------------- | ---- | ----------- | ------------ | -------- | ----------- | ---------- | ---------- | --- |
| Boston Celtics |      |             |              |          |             |            |            | |
| 1946/47        | NBA  | Wschodnia   | 5            | –        | –           | 22         | 38         | |
| 1947/48        | NBA  | Wschodnia   | 3            | –        | –           | 20         | 28         | Porażka w półfinale Konf. z Chicago Stags (1-2) |
| 1948/49        | NBA  | Wschodnia   | 5            | –        | –           | 25         | 35         | |
| 1949/50        | NBA  | Wschodnia   | 6            | –        | –           | 22         | 46         | |
| 1950/51        | NBA  | Wschodnia   | 2            | –        | –           | 39         | 30         | Porażka w półfinale Konf. z New York Knicks (0-2) |
| 1951/52        | NBA  | Wschodnia   | 2            | –        | –           | 39         | 27         | Porażka w półfinale Konf. z New York Knicks (1-2) |
| 1952/53        | NBA  | Wschodnia   | 3            | –        | –           | 46         | 25         | Wygrana w pół. Konf. z Syracuse Nationals (2-1) Porażka w finale Konf. z New York Knicks (1-3) |
| 1953/54        | NBA  | Wschodnia   | 2            | –        | –           | 42         | 30         | Porażka w finale Konf. z Syracuse Nationals (0-2) |
| 1954/55        | NBA  | Wschodnia   | 3            | –        | –           | 36         | 36         | Wygrana w półfinale Konf. z New York Knicks (2-1) Porażka w finale Konf. z Syracuse Nationals (1-3)                                                                                                  |
| 1955/56        | NBA  | Wschodnia   | 2            | –        | –           | 39         | 33         | Porażka w półfinale Konf. z Syracuse Nationals (1-2) |
| 1956/57        | NBA  | Wschodnia   | 1            | –        | –           | 44         | 28         | Wygrana w finale Konf. z Syracuse Nationals (3-0) Wygrana w finale NBA z Saint Louis Hawks (4-3) |
| 1957/58        | NBA  | Wschodnia   | 1            | –        | –           | 49         | 23         | Wygrana w finale Konf. z Philadelphia Warriors (4-1) Porażka w finale NBA z Saint Louis Hawks (2-4)                                                                                                  |
| 1958/59        | NBA  | Wschodnia   | 1            | –        | –           | 52         | 20         | WYgrana w finale Konf. z Syracuse Nationals (4-3) Wygrana w finale NBA z Minneapolis Lakers (4-0) |
| 1959/60        | NBA  | Wschodnia   | 1            | –        | –           | 59         | 16         | Wygrana w finale Konf. z Philadelphia Warriors (4-2) Wygrana w finale NBA z Saint Louis Hawks (4-3)                                                                                                  |
| 1960/61        | NBA  | Wschodnia   | 1            | –        | –           | 57         | 22         | Wygrana w finale Konf. z Syracuse Nationals (4-1) Wygrana w finale NBA z Saint Louis Hawks (4-1) |
| 1961/62        | NBA  | Wschodnia   | 1            | –        | –           | 60         | 22         | Zwycięstwo w finale Konf. z Philadelphia Warriors (4-3) Wygrana w finale NBA z Los Angeles Lakers (4-3)                                                                                              |
| 1962/63        | NBA  | Wschodnia   | 1            | –        | –           | 58         | 22         | Wygrana w finale Konf. z Cincinnati Royals (4-3) Wygrana w finale NBA z Los Angeles Lakers (4-2) |
| 1963/64        | NBA  | Wschodnia   | 1            | –        | –           | 59         | 21         | Wygrana w finale Konf. z Cincinnati Royals (4-1) Wygrana w finale NBA z San Francisco Warriors (4-1)                                                                                                 |
| 1964/65        | NBA  | Wschodnia   | 1            | –        | –           | 62         | 18         | Wygrana w finale Konf. z Philadelphia 76ers (4-3) Wygrana w finale NBA z Los Angeles Lakers (4-1) |
| 1965/66        | NBA  | Wschodnia   | 2            | –        | –           | 54         | 26         | Wygrana w półfinale Konf. z Cincinnati Royals (3-2) Wygrana w finale Konf. z Philadelphia 76ers (4-1) Wygrana w finale NBA z Los Angeles Lakers (4-3)                                                |
| 1966/67        | NBA  | Wschodnia   | 2            | –        | –           | 60         | 21         | Wygrana w półfinale Konf. z New York Knicks (3-1) Porażka w finale Konf. z Philadelphia 76ers (1-4)                                                                                                  |
| 1967/68        | NBA  | Wschodnia   | 2            | –        | –           | 54         | 28         | Wygrana w półfinale Konf. z Detroit Pistons (4-2) Wygrana w finale Konf. z Philadelphia 76ers (4-3) Wygrana w finale NBA z Los Angeles Lakers (4-2)                                                  |
| 1968/69        | NBA  | Wschodnia   | 4            | –        | –           | 48         | 34         | Wygrana w półfinale Konf. z Philadelphia 76ers (4-1) Wygrana w finale Konf. z New York Knicks (4-2) Wygrana w finale NBA z Los Angeles Lakers (4-3)                                                  |
| 1969/70        | NBA  | Wschodnia   | 6            | –        | –           | 34         | 48         | |
| 1970/71        | NBA  | Wschodnia   | 5            | Atlantic | 3           | 44         | 38         | |
| 1971/72        | NBA  | Wschodnia   | 1            | Atlantic | 1           | 56         | 26         | Wygrana w półfinale Konf. z Atlanta Hawks (4-2) Porażka w finale Konf. z New York Knicks (1-4) |
| 1972/73        | NBA  | Wschodnia   | 1            | Atlantic | 1           | 68         | 14         | Wygrana w półfinale Konf. z Atlanta Hawks (4-2) Porażka w finale Konf. z New York Knicks (3-4) |
| 1973/74        | NBA  | Wschodnia   | 1            | Atlantic | 1           | 56         | 26         | Wygrana w półfinale Konf. z Buffalo Braves (4-2) Wygrana w finale Konf. z New York Knicks (4-1) Wygrana w finale NBA z Milwaukee Bucks (4-3)                                                         |
| 1974/75        | NBA  | Wschodnia   | 1            | Atlantic | 1           | 60         | 22         | Wygrana w półfinale Konf. z Houston Rockets (4-1) Porażka w finale Konf. z Washington Bullets (2-4)                                                                                                  |
| 1975/76        | NBA  | Wschodnia   | 1            | Atlantic | 1           | 54         | 28         | Wygrana w półfinale Konf. z Buffalo Braves (4-2) Wygrana w finale Konf. z Cleveland Cavaliers (4-2) Wygrana w finale NBA z Phoenix Suns (4-2)                                                        |
| 1976/77        | NBA  | Wschodnia   | 4            | Atlantic | 2           | 44         | 38         | Wygrana w 1. rundzie z San Antonio Spurs (2-0) Porażka w półfinale Konf. z Philadelphia 76ers (3-4)                                                                                                  |
| 1977/78        | NBA  | Wschodnia   | 8            | Atlantic | 3           | 32         | 50         | |
| 1978/79        | NBA  | Wschodnia   | 10           | Atlantic | 5           | 29         | 53         | |
| 1979/80        | NBA  | Wschodnia   | 1            | Atlantic | 1           | 61         | 21         | Wygrana w półfinale Konf. z Houston Rockets (4-0) Porażka w finale Konf. z Philadelphia 76ers (3-4)                                                                                                  |
| 1980/81        | NBA  | Wschodnia   | 1            | Atlantic | 1           | 62         | 20         | Wygrana w półfinale Konf. z Chicago Bulls (4-0) Wygrana w finale Konf. z Philadelphia 76ers (4-3) Wygrana w finale NBA z Houston Rockets (4-2)                                                       |
| 1981/82        | NBA  | Wschodnia   | 1            | Atlantic | 1           | 63         | 19         | Wygrana w półfinale Konf. z Washington Bullets (4-1) Porażka w finale Konf. z Philadelphia 76ers (3-4)                                                                                               |
| 1982/83        | NBA  | Wschodnia   | 3            | Atlantic | 2           | 56         | 26         | Wygrana w 1. rundzie z Atlanta Hawks (2-1) Porażka w półfinale Konf. z Milwaukee Bucks (0-4) |
| 1983/84        | NBA  | Wschodnia   | 1            | Atlantic | 1           | 62         | 20         | Wygrana w 1. rundzie z Washington Bullets (3-1) Wygrana w półfinale Konf. z New York Knicks (4-3) Wygrana w finale Konf. z Milwaukee Bucks (4-1) Wygrana w finale NBA z Los Angeles Lakers (4-3)     |
| 1984/85        | NBA  | Wschodnia   | 1            | Atlantic | 1           | 63         | 19         | Wygrana w 1. rundzie z Cleveland Cavaliers (3-1) Wygrana w półfinale Konf. z Detroit Pistons (4-2) Wygrana w finale Konf. z Philadelphia 76ers (4-1) Porażka w finale NBA z Los Angeles Lakers (2-4) |
| 1985/86        | NBA  | Wschodnia   | 1            | Atlantic | 1           | 67         | 15         | Wygrana w 1. rundzie z Chicago Bulls (3-0) Wygrana w półfinale Konf. z Atlanta Hawks (4-1) Wygrana w finale Konf. z Milwaukee Bucks (4-0) Wygrana w finale NBA z Houston Rockets (4-2)               |
| 1986/87        | NBA  | Wschodnia   | 1            | Atlantic | 1           | 59         | 23         | Wygrana w 1. rundzie z Chicago Bulls (3-0) Wygrana w półfinale Konf. z Milwaukee Bucks (4-3) Zwycięstwo w finale Konf. z Detroit Pistons (4-3) Porażka w finale NBA z Los Angeles Lakers (2-4)       |
| 1987/88        | NBA  | Wschodnia   | 1            | Atlantic | 1           | 57         | 25         | Wygrana w 1. rundzie z New York Knicks (3-1) Wygrana w półfinale Konf. z Atlanta Hawks (4-3) Porażka w finale Konf. z Detroit Pistons (2-4)                                                          |
| 1988/89        | NBA  | Wschodnia   | 8            | Atlantic | 3           | 42         | 40         | Porażka w 1. rundzie z Detroit Pistons (0-3) |
| 1989/90        | NBA  | Wschodnia   | 4            | Atlantic | 2           | 52         | 30         | Porażka w 1. rundzie z New York Knicks (2-3) |
| 1990/91        | NBA  | Wschodnia   | 2            | Atlantic | 1           | 56         | 26         | Wygrana w 1. rundzie z Indiana Pacers (3-2) Porażka w półfinale Konf. z Detroit Pistons (2-4) |
| 1991/92        | NBA  | Wschodnia   | 2            | Atlantic | 1           | 51         | 31         | Wygrana w 1. rundzie z Indiana Pacers (3-0) Porażka w półfinale Konf. z Cleveland Cavaliers (3-4) |
| 1992/93        | NBA  | Wschodnia   | 4            | Atlantic | 2           | 48         | 34         | Porażka w 1. rundzie z Charlotte Hornets (1-3) |
| 1993/94        | NBA  | Wschodnia   | 10           | Atlantic | 5           | 32         | 50         | |
| 1994/95        | NBA  | Wschodnia   | 8            | Atlantic | 3           | 35         | 47         | Porażka w 1. rundzie z Orlando Magic (1-3) |
| 1995/96        | NBA  | Wschodnia   | 11           | Atlantic | 5           | 33         | 49         | |
| 1996/97        | NBA  | Wschodnia   | 15           | Atlantic | 7           | 15         | 67         | |
| 1997/98        | NBA  | Wschodnia   | 12           | Atlantic | 6           | 36         | 46         | |
| 1998/99        | NBA  | Wschodnia   | 12           | Atlantic | 5           | 19         | 31         | |
| 1999/00        | NBA  | Wschodnia   | 10           | Atlantic | 5           | 35         | 47         | |
| 2000/01        | NBA  | Wschodnia   | 9            | Atlantic | 5           | 36         | 46         | |
| 2001/02        | NBA  | Wschodnia   | 3            | Atlantic | 2           | 49         | 33         | Wygrana w 1. rundzie z Philadelphia 76ers (3-2) Wygrana w półfinale Konf. z Detroit Pistons (4-1) Porażka w finale Konf. z New Jersey Nets (2-4)                                                     |
| 2002/03        | NBA  | Wschodnia   | 6            | Atlantic | 3           | 44         | 38         | Wygrana w 1. rundzie z Indiana Pacers (4-2) Porażka w półfinale Konf. z New Jersey Nets (0-4) |
| 2003/04        | NBA  | Wschodnia   | 8            | Atlantic | 4           | 36         | 46         | Porażka w 1. rundzie z Indiana Pacers (0-4) |
| 2004/05        | NBA  | Wschodnia   | 3            | Atlantic | 1           | 45         | 37         | Porażka w 1. rundzie z Indiana Pacers (3-4) |
| 2005/06        | NBA  | Wschodnia   | 11           | Atlantic | 3           | 33         | 49         | |
| 2006/07        | NBA  | Wschodnia   | 15           | Atlantic | 5           | 24         | 58         | |
| 2007/08        | NBA  | Wschodnia   | 1            | Atlantic | 1           | 66         | 16         | Wygrana w 1. rundzie z Atlanta Hawks (4-3) Wygrana w półfinale Konf. z Cleveland Cavaliers (4-3) Wygrana w finale Konf. z Detroit Pistons (4-2) Wygrana w finale NBA z Los Angeles Lakers (4-2)      |
| 2008/09        | NBA  | Wschodnia   | 2            | Atlantic | 1           | 62         | 20         | Wygrana w 1. rundzie z Chicago Bulls (4-3) Porażka w półfinale Konf. z Orlando Magic (3-4) |
| 2009/10        | NBA  | Wschodnia   | 4            | Atlantic | 1           | 50         | 32         | Wygrana w 1. rundzie z Miami Heat (4-1) Wygrana w półfinale Konf. z Cleveland Cavaliers (4-2) Wygrana w finale Konf. z Orlando Magic (4-2) Porażka w finale NBA z Los Angeles Lakers (3-4)           |
| 2010/11        | NBA  | Wschodnia   | 3            | Atlantic | 1           | 56         | 26         | Wygrana w 1. rundzie z New York Knicks (4-0) Porażka w półfinale Konf. z Miami Heat (1-4) |
| 2011/12        | NBA  | Wschodnia   | 4            | Atlantic | 1           | 39         | 27         | Wygrana w 1. rundzie z Atlanta Hawks (4-2) Wygrana w półfinale Konf. z Philadelphia 76ers (4-3) Porażka w finale Konf. z Miami Heat (3-4)                                                            |
| 2012/13        | NBA  | Wschodnia   | 7            | Atlantic | 3           | 41         | 40         | Porażka w 1. rundzie z New York Knicks (2-4) |
| 2013/14        | NBA  | Wschodnia   | 12           | Atlantic | 4           | 25         | 57         | |
| 2014/15        | NBA  | Wschodnia   | 7            | Atlantic | 2           | 40         | 42         | Porażka w 1. rundzie z Cleveland Cavaliers (0-4) |
| 2015/16        | NBA  | Wschodnia   | 5            | Atlantic | 2           | 48         | 34         | Porażka w 1. rundzie z Atlanta Hawks (2-4) |
| 2016/17        | NBA  | Wschodnia   | 1            | Atlantic | 1           | 53         | 29         | Wygrana w 1. rundzie z Chicago Bulls (4-2) Wygrana w półfinale Konf. z Washington Wizards (4-3) Porażka w finale Konf. z Cleveland Cavaliers (1-4)                                                   |
| 2017/18        | NBA  | Wschodnia   | 2            | Atlantic | 2           | 55         | 27         | Wygrana w 1. rundzie z Milwaukee Bucks (4-3) Wygrana w półfinale Konf. z Philadelphia 76ers (4-1) Porażka w finale Konf. z Cleveland Cavaliers (3-4)                                                 |
| 2018/19        | NBA  | Wschodnia   | 4            | Atlantic | 3           | 49         | 33         | Wygrana w 1. rundzie z Indiana Pacers (4-0) Porażka w półfinale Konf. z Milwaukee Bucks (1-4) |
| 2019/20        | NBA  | Wschodnia   | 3            | Atlantic | 2           | 48         | 24         | Wygrana w 1. rundzie z Philadelphia 76ers (4-0) Wygrana w półfinale Konf. z Toronto Raptors (4-3) Porażka w finale Konf. z Miami Heat (2-4)                                                          |
| 2020/21        | NBA  | Wschodnia   | 7 / 7        | Atlantic | 4           | 36         | 36         | Play in Wygrana w meczu 7-8 o 7 w playoff z Washington Wizards Play-off Porażka w 1. rundzie z Brooklyn Nets (1-4)                                                                                   |
| 2021/22        | NBA  | Wschodnia   | 2            | Atlantic | 1           | 51         | 31         | Wygrana w 1. rundzie z Brooklyn Nets (4-0) Wygrana w półfinale Konf. z Milwaukee Bucks (4-3) Wygrana w finale Konf. z Miami Heat (4-3) Porażka w finale NBA z Golden State Warriors (2-4)            |
| 2022/23        | NBA  | Wschodnia   | 2            | Atlantic | 1           | 57         | 25         | Wygrana w 1. rundzie z Atlanta Hawks (4-2) Wygrana w półfinale Konf. z Philadelphia 76ers (4-3) Porażka w finale Konf. z Miami Heat (3-4)                                                            |
| 2023/24        | NBA  | Wschodnia   | 1            | Atlantic | 1           | 64         | 18         | Wygrana w 1. rundzie z Miami Heat (4-1) Wygrana w półfinale Konf. z Cleveland Cavaliers (4-1) Wygrana w finale Konf. z Indiana Pacers (4–0) Wygrana w finale NBA z Dallas Mavericks (4-1)            |
| 2024/25        | NBA  | Wschodnia   | 2            | Atlantic | 1           | 61         | 21         | Wygrana w 1. rundzie z Orlando Magic (4-1) Porażka w półfinale Konf. z New York Knicks (2-4) |